# ميخائيل غرايس

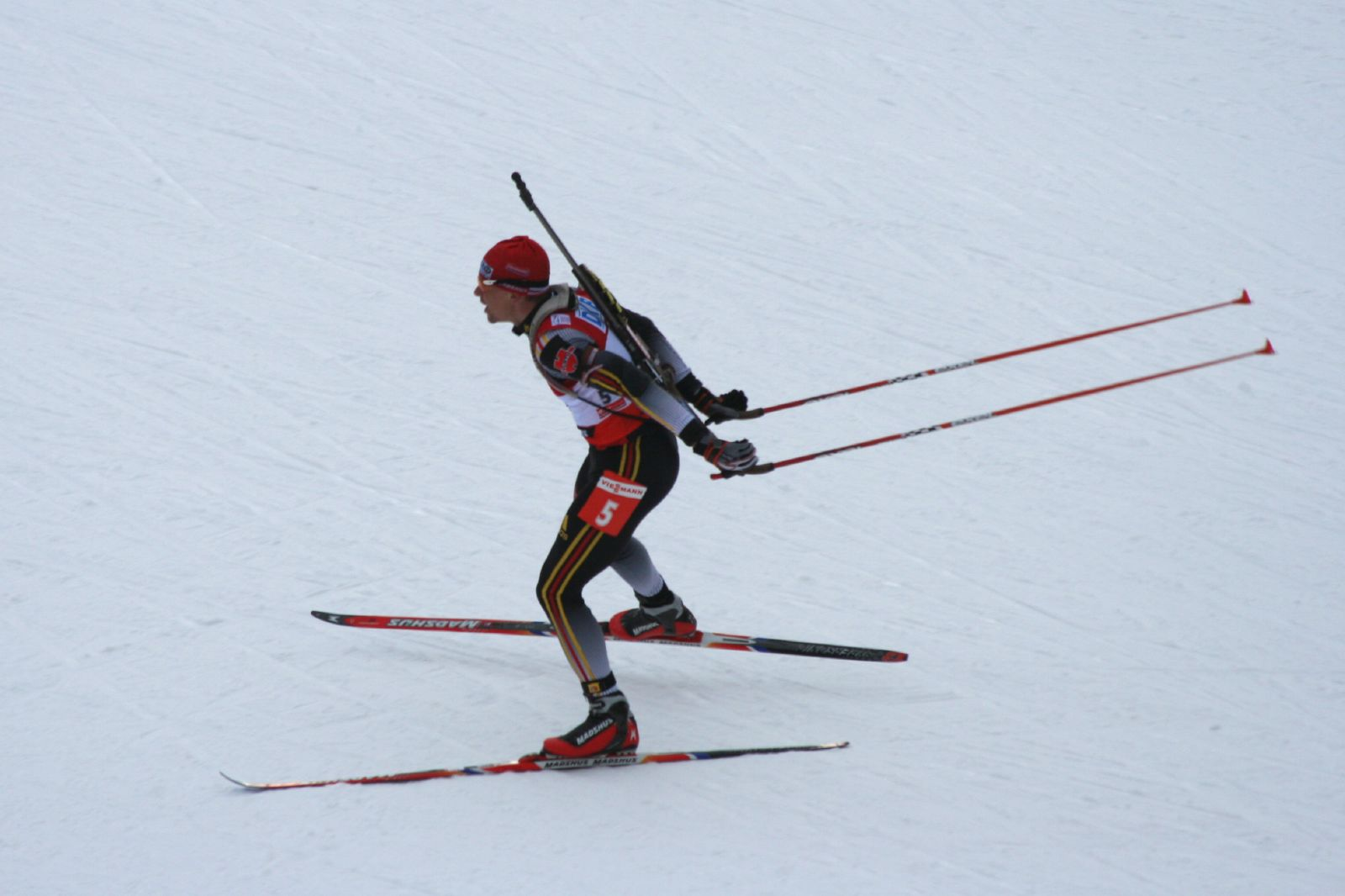
ميخائيل غرايس.

ميخائيل غرايس (Michael Greis) هو لاعب أولمبي لرياضة بياثلون من ألمانيا. شارك في الأولمبياد الشتوي في 2006، وفاز بما مجموعه 3 ميداليات.

## الميداليات
| ذهب | فضة | برونز | المجموع |
| 3   | 0   | 0     | 3       |

## روابط خارجية
- ميخائيل غرايس على موقع IMDb (الإنجليزية)
- ميخائيل غرايس على موقع الموسوعة البريطانية (الإنجليزية)
- ميخائيل غرايس على موقع IBU (الإنجليزية)
- ميخائيل غرايس على موقع الاتحاد الدولي للتزلج (التزلج الريفي) (الإنجليزية)
- ميخائيل غرايس على موقع أوليمبيديا (الإنجليزية)